# Naivasha
Naivasha är en ort och kommun i distriktet Nakuru i provinsen Rift Valley i Kenya. Centralorten hade 91 993 invånare vid folkräkningen 2009, med 181 966 invånare i hela kommunen. Staden ligger på 2 085 meters höjd, på Östafrikanska gravsänkesystemets dalbotten.
Naivasha har fått sitt namn efter Naivashasjön, en av få sötvattensjöar i regionen. Runt sjön ligger en stor mängd blomsterodlingar som tar sitt vatten från sjön. Blomsterodling utgör stadens största industri.
Nära staden ligger flera turistmål, bland annat nationalparkerna Mount Longonots nationalpark (kring berget Longonot) och Hell's Gate nationalpark.

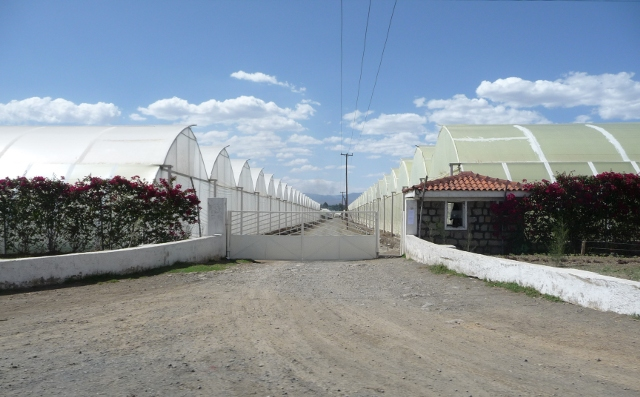
Blomsterodlingar vid Naivashasjön.